# Гриль

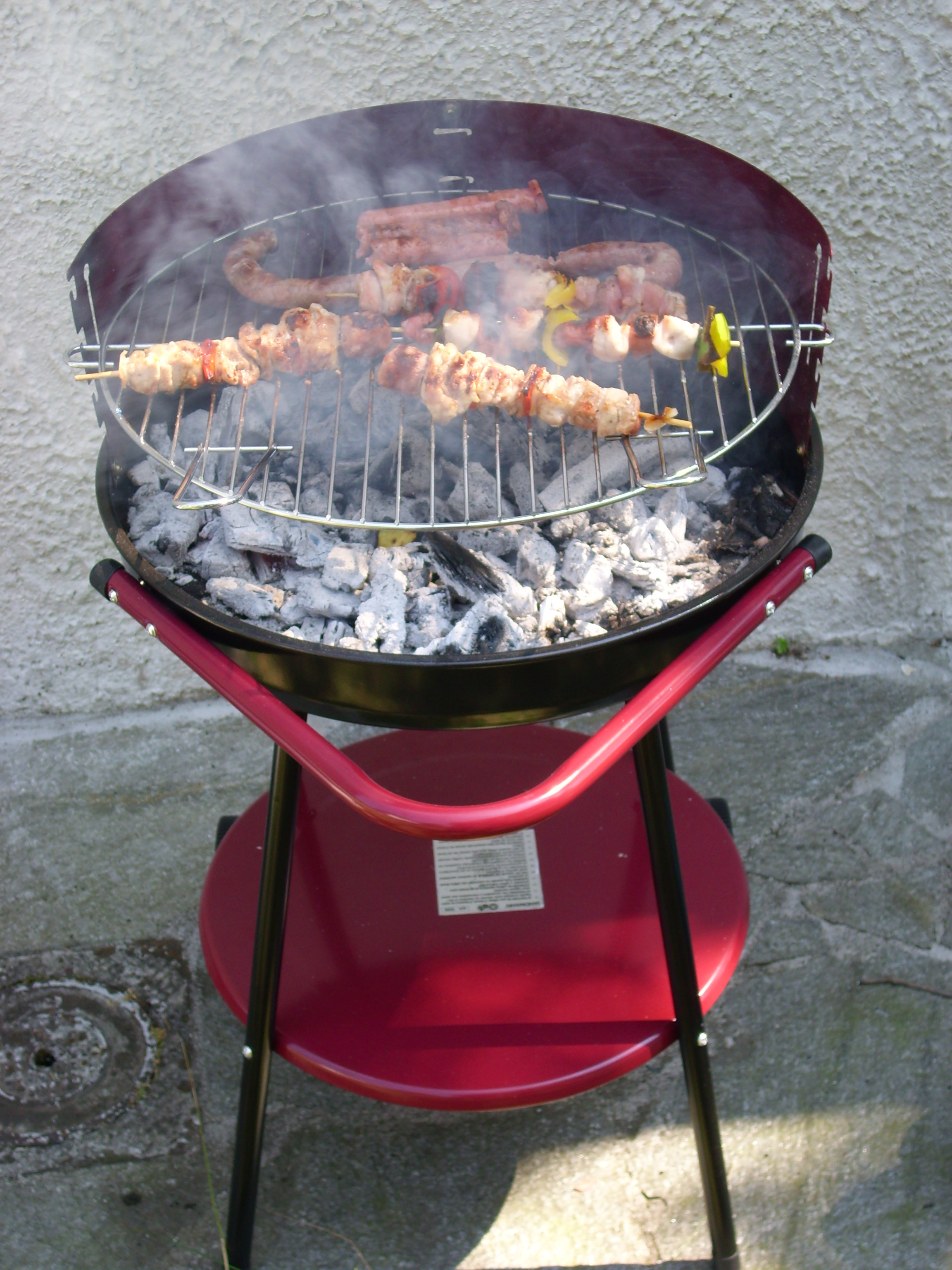

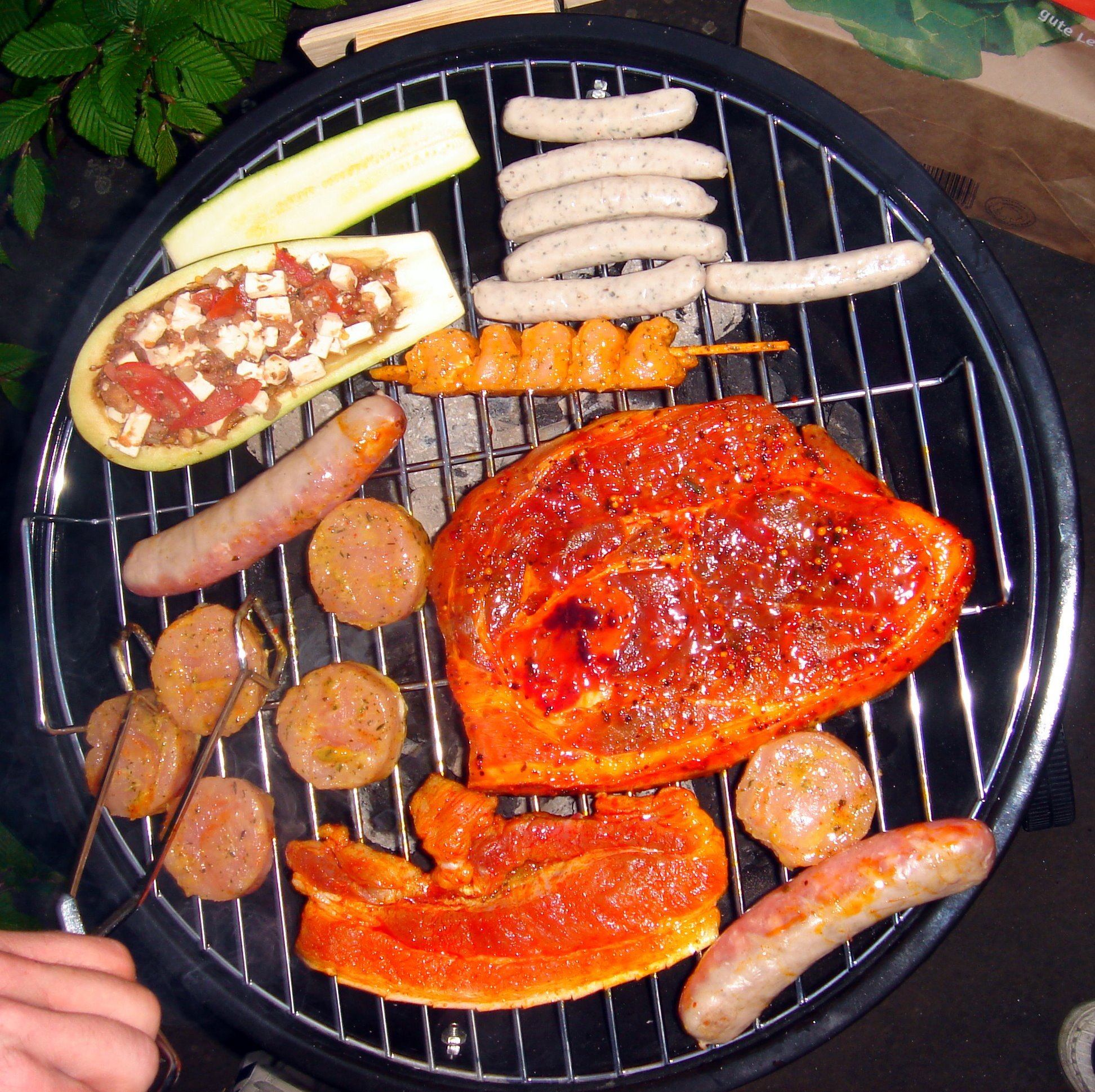

Гриль — установка (переносная или стационарная) для приготовления блюд на углях, жару. Функция гриля может быть встроена в газовую плиту, микроволновую печь. Блюда, жаренные на гриле, называются «грилье́» (фр. grillé).

## Виды гриля
Есть несколько разновидностей грилей; большинство из них входит в одну из трёх категорий: на газу, электрические и древесном угле. Существует большая дискуссия по поводу использования угля или газа в качестве метода приготовления пищи.
Существует два основных типа современных угольных грилей: с крышкой и без крышки. В отличие от аналогов без крышки, грили с крышкой — более многофункциональные устройства. Благодаря закрытой крышке в гриле можно использовать три метода приготовления: прямой, косвенный и 50/50.

## Методы приготовления пищи на гриле
Прямой метод приготовления: пища располагается на решётке для приготовления над решёткой для угля. Уголь равномерно распределён по всей решётке. Приготовление идёт за счёт прямого жара, идущего от угля, и в не столь значительной степени от жара, отражающегося от крышки и стенок гриля. Прямым методом готовят блюда, время приготовления которых составляет до 30 минут. Это могут быть куски мяса (фирменное блюдо на гриле — стейки из говядины, рыбы, птицы, овощи и т. д. В этом случае температура внутри гриля превышает 300 °C, что приводит к формированию поджаристой корочки. Кроме того, под воздействием высокой температуры происходит быстрое вытапливание жира, благодаря чему приготовленная пища становится менее жирной. Этот факт отмечается диетологами.
Непрямой метод приготовления: пища располагается по центру решётки для приготовления, угли разделены на две части — по краям гриля. Таким образом, жар напрямую от угля оказывается сопоставимым с жаром, который получает пища, отразившимся от стенок и крышки гриля. При данном методе приготовления температура под крышкой гриля держится в районе 110 °C (2-х зонный метод приготовления). Блюда готовятся от 30 минут до нескольких часов. Благодаря этому методу можно запекать целиком птицу, крупные куски мяса и т. д.
Метод 50/50 совмещает два этих метода и используется, когда в рецептах указывается, что мясо должно «дойти». В этом случае уголь находится только на одной половине решётки для угля. При этом методе пища часть времени жарится над углями, затем перемещается в «холодную» зону, где продолжает печься. В газовых и электрических грилях данные методы приготовления достигаются, как правило, за счёт выключения одной из горелок, более низкой температуры и т. д. Кроме того, используются приборы источник тепла в которых размещается не снизу, а сверху. Такие грили среди кулинаров известны под обобщающим названием «саламандра».

## Решётки для барбекю (решётки-гриль)
Наиболее простые варианты решёток для барбекю, как правило, содержат две проволочные сетки, между которыми зажимается продукт и две ручки, одна из которых (более короткая) соединена с одной сеткой, а другая, более длинная, снабжена держателем для хвата рукой и соединена — с другой сеткой. При сложении ручки и сетки, с зажатой между ними пищей, становятся в одной плоскости. Для фиксации ручек используют кольца, выполненные таким образом, что они могут свободно перемещаться вдоль длинной ручки, и при перемещении к сетке, охватывают концы обеих ручек, а при перемещении в противоположном направлении — освобождают конец короткой ручки таким образом, чтобы обеспечить возможность размыкания сеток.

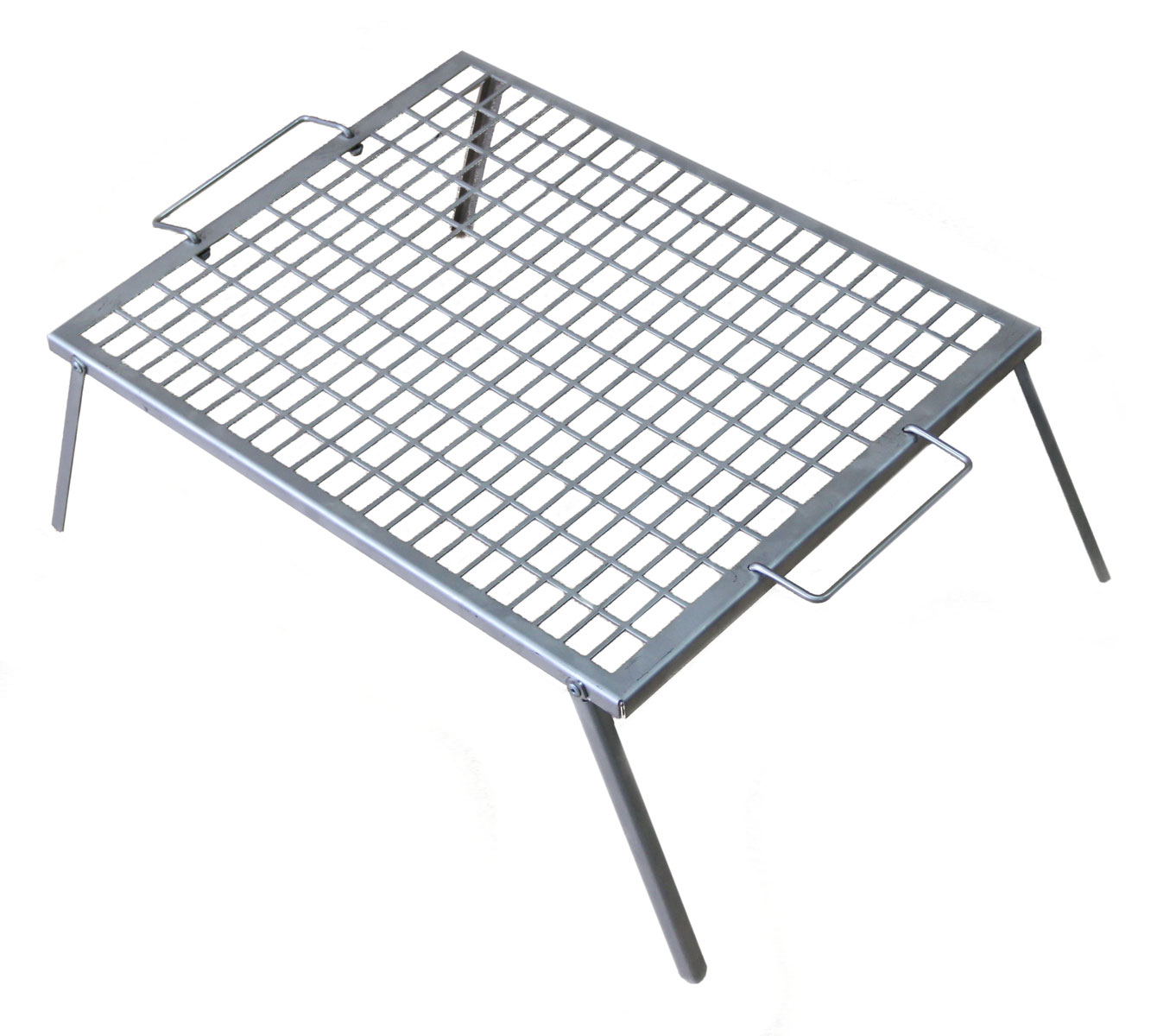
Решетка для гриля

Существуют другие виды решеток. Как правило, они представляют собой плоскую поверхность, которая укладывается непосредственно над углями. Вид исполнения решеток может быть как круглым, так и прямоугольным. Некоторые решетки могут быть оснащены специальными ножками, что позволяет расширить функциональность решетки при эксплуатации.
Более сложные варианты решёток для барбекю вместо кольца снабжаются регуляторами (запорными элементами) для изменения силы сжатия или расстояния между решётками. Такие регуляторы (запорные элементы) могут представлять собой рамку с поперечными перемычками. Такие рамки могут быть плоскими, дугообразно изогнутыми, или изогнутую в форме призмы. Либо регуляторы (запорные элементы) могут представлять собой изогнутые пластины с отверстиями. В случаях, когда регулятор выполнен неплоским, перемычки или отверстия, расположенные напротив, образуют ряд взаимно-параллельных проходов на разном уровне относительно плоскости рамок, причём в один из проходов продет конец длинной ручки. Благодаря этому расстояние, на котором фиксируется конец короткой ручки относительно длинной может варьировать, в зависимости от того в какой из проходов регулятора продет этот конец. Это также позволяет надёжно фиксировать продукты различной толщины.